# 黒口啓一郎
黒口 啓一郎（くろぐち けいいちろう、1974年 - ）は、金沢市議会議員(1期目）。元テレビ金沢の記者・アナウンサー。新潟テレビ21の記者。防災士。株式会社AMSの元役員、特定非営利活動法人「Web Directors Forum」の元代表理事。石川県金沢市出身・在住。

## 来歴
石川県金沢市出身。金沢市立新竪町小学校（現・金沢市立犀桜小学校）、金沢市立城南中学校卒業。石川県立金沢泉丘高等学校、新潟大学経済学部を卒業後、1997年4月に新潟テレビ21へ入社。同局在籍時には報道部で記者を務めていた。
新潟テレビ21を退社後、2003年10月にテレビ金沢に入社。報道制作局報道部の記者を経て2005年にアナウンサーとなり、『びービーみつばち』『テレビ金沢ニュースプラス1』『ズームイン!!SUPER』などに出演。2008年には他のアナウンサーたちとともに、金沢市を舞台にした映画『しあわせのかおり』に出演した。
また、テレビ金沢が2006年7月に地上デジタル放送を開始するのに際し、2005年からアナウンス業務と並行してデータ放送と気象情報システムの導入に携わった。2010年4月に営業局営業推進部へ配属されてからは、地域情報プラットフォームとテレビ金沢のデータ放送を連携させるクロスメディア事業の立ち上げに参画。2011年2月、編成局IT事業推進部の創設と同時に同部署へ異動した。後に報道部へ戻り、再び記者を務めていた。
2016年にテレビ金沢を退職。WEB、IT業界に転職し、2018年に株式会社AMSの役員（2023年に退職）。
社外では、北陸地方で行われるウェブ制作者・担当者向けセミナー「Web Directors Forum」にたびたび参加。同セミナーの講師やモデレーター（パネルディスカッションの司会者）を務め、そして2016年に2代目代表理事に就任した。
2023年4月23日投開票の金沢市議会議員選挙に無所属で出馬、3152票を獲得し候補者46人中20位で初当選した。